# Ferguson (Missouri)
Ferguson er en forstad til St. Louis i Missouri og indgår i metropolområdet Greater St. Louis. Der var ved folketællingen i 2010 21.203 indbyggere.
I 2014 blev Ferguson kendt, da den 18-årige Michael Brown den 9. august blev dræbt af politibetjenten Darren Wilson. Drabet førte til omfattende protester, plyndringer og politibrutalitet.
Senere på året, den 24. november, afgjorde en storjury, at der ikke var grundlag for at rejse tiltale mod den politimand, der skød Michael Brown. Afgørelsen gav anledning til utilfredshed, og der udbrød atter uro i byen, der blev udsat for voldelige optøjer og plyndringer.